# Casa de las Conchas
La Casa de las Conchas (Casa de les Petxines) és un edifici històric situat a la ciutat de Salamanca (Castella i Lleó). Actualment acull una biblioteca pública.
Es va fer construir entre 1493 i 1517 per Rodrigo Arias de Maldonado, cavaller de l'orde de Sant Jaume, regidor de la ciutat, ambaixador a França i Portugal, i professor de la Universitat de Salamanca. La seva més gran particularitat és la façana, que barreja l'estil gòtic tardà i plateresc, i decorada amb més de 300 conquilles, el símbol de l'orde de Sant Jaume, així com dels pelegrins que feien el camí de Sant Jaume. A la façana hi ha també l'escut d'armes dels Reis Catòlics i quatre finestres d'estil gòtic, cadascuna d'elles amb una forma diferent. Sobre la portalada principal hi ha l'escut d'armes del llinatge dels Maldonado, mentre que a l'arquitrau hi ha dofins, un símbol renaixentista de l'amor, i motius vegetals.
El pati interior de doble galeria es caracteritza, a la planta baixa, per arcs mixtilinis suportats per pilastres quadrades, mentre que a les superiors estan suportats per columnes curtes de marbre de Carrara.